# Pfarrkirche Hartkirchen

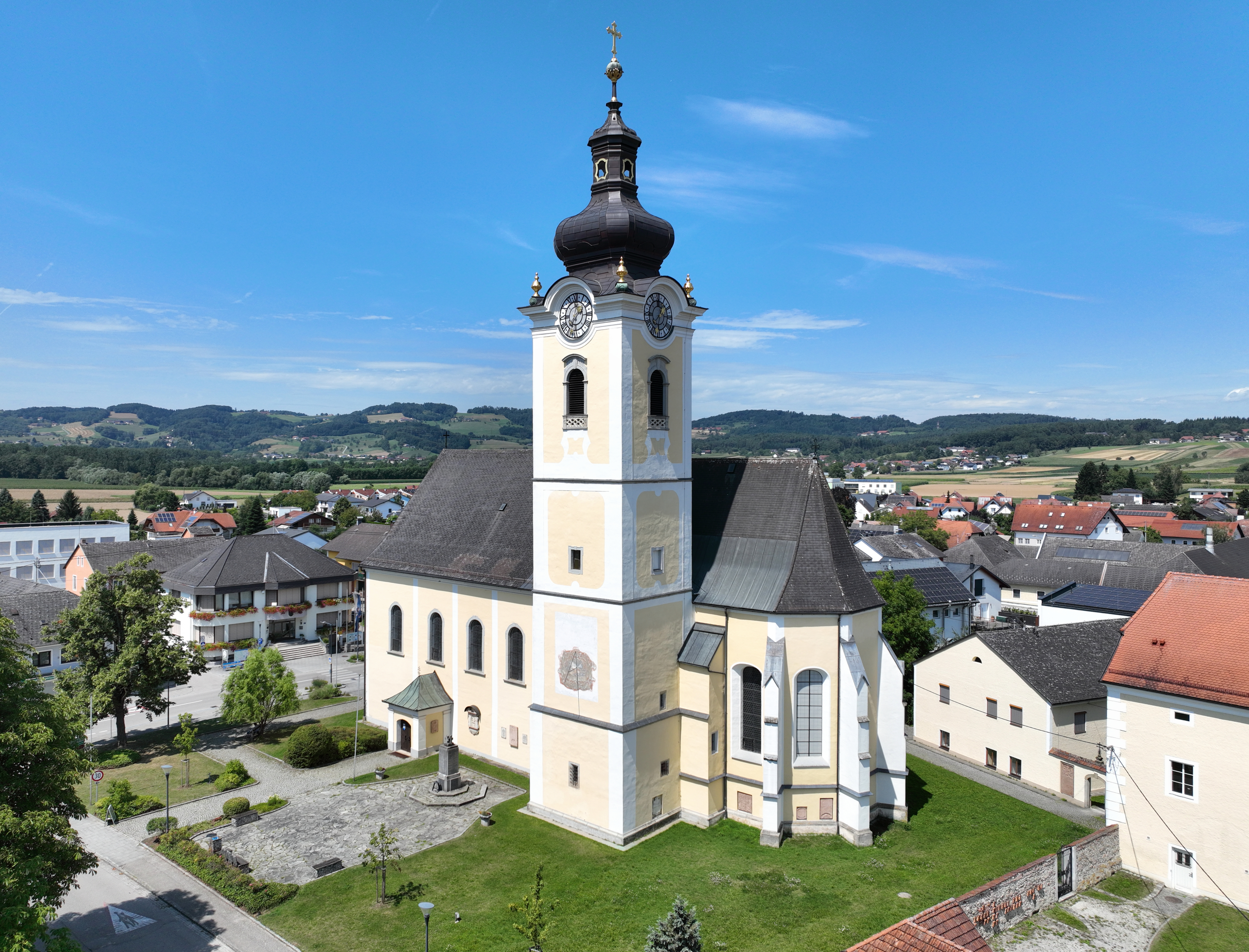
Kath. Pfarrkirche hl. Stephan in Hartkirchen

Die römisch-katholische Pfarrkirche Hartkirchen mit dem Patrozinium hl. Stephanus steht im Ort Hartkirchen in der Gemeinde Hartkirchen im Bezirk Eferding in Oberösterreich. Seit dem 1. Jänner 2023 gehört Hartkirchen als eine von 10 Pfarrteilgemeinden zur Pfarre Eferdinger Land der Diözese Linz. Die Kirche steht unter Denkmalschutz.

## Geschichte
Eine Kirche wurde 898 urkundlich genannt. Das Pfarrgebiet umfasst bis 1784 auch die Gemeinde Aschach an der Donau. Die gotische Kirche wurde wohl unter Nutzung von romanischen Teilen errichtet und später stark barock umgestaltet.

## Architektur
Der Chor, anfangs gotisch zweieinhalbjochig mit Fünfachtelschluss, ist barock ausgerundet und stichkappentonnengewölbt. Das Langhaus hat fünf stichkappentonnengewölbte Joche zwischen Gurtbögen. Die dreiachsige zweijochige Westempore ist mit einem Kreuzgewölbe unterwölbt. Das nördliche Seitenschiff mit fünf netzrippengewölbten Jochen, die Rippen wurden entfernt, hat noch teils erhaltene gotische Dienste. Der Turm im südlichen Chorwinkel ist im Unterbau gotisch und mit 1456 bezeichnet. Der Turm wurde mit dem Baumeister Johann Matthias Krinner (1748/1749) umgestaltet und mit einem Helm versehen und ist 37 m hoch. Der Chor und das Langhaus wurden mit figuralen und dekorativen Decken- und Wandgemälden des Malers Wolfgang Andreas Heindl versehen. In der südlichen Vorhalle ist ein Bogenfeldrelief Christus am Ölberg.

## Ausstattung
Der Hochaltar hat spätklassizistische Formen, den Tabernakel schuf Franz Xaver Schneider im zweiten Viertel des 19. Jahrhunderts, das Hochaltarbild Marter des hl. Stephanus hängt am mit gemalter Säulenarchitektur versehenen Chorschluss. Die Seitenaltäre aus der Mitte des 18. Jahrhunderts. Die Seitenaltäre hl. Sebastian und hl. Rochus im nördlichen Seitenschiff zeigen Gemälde von Bartolomeo Altomonte.
Den Kreuzweg schuf Mercè Picó-Kirchmayr (2014).

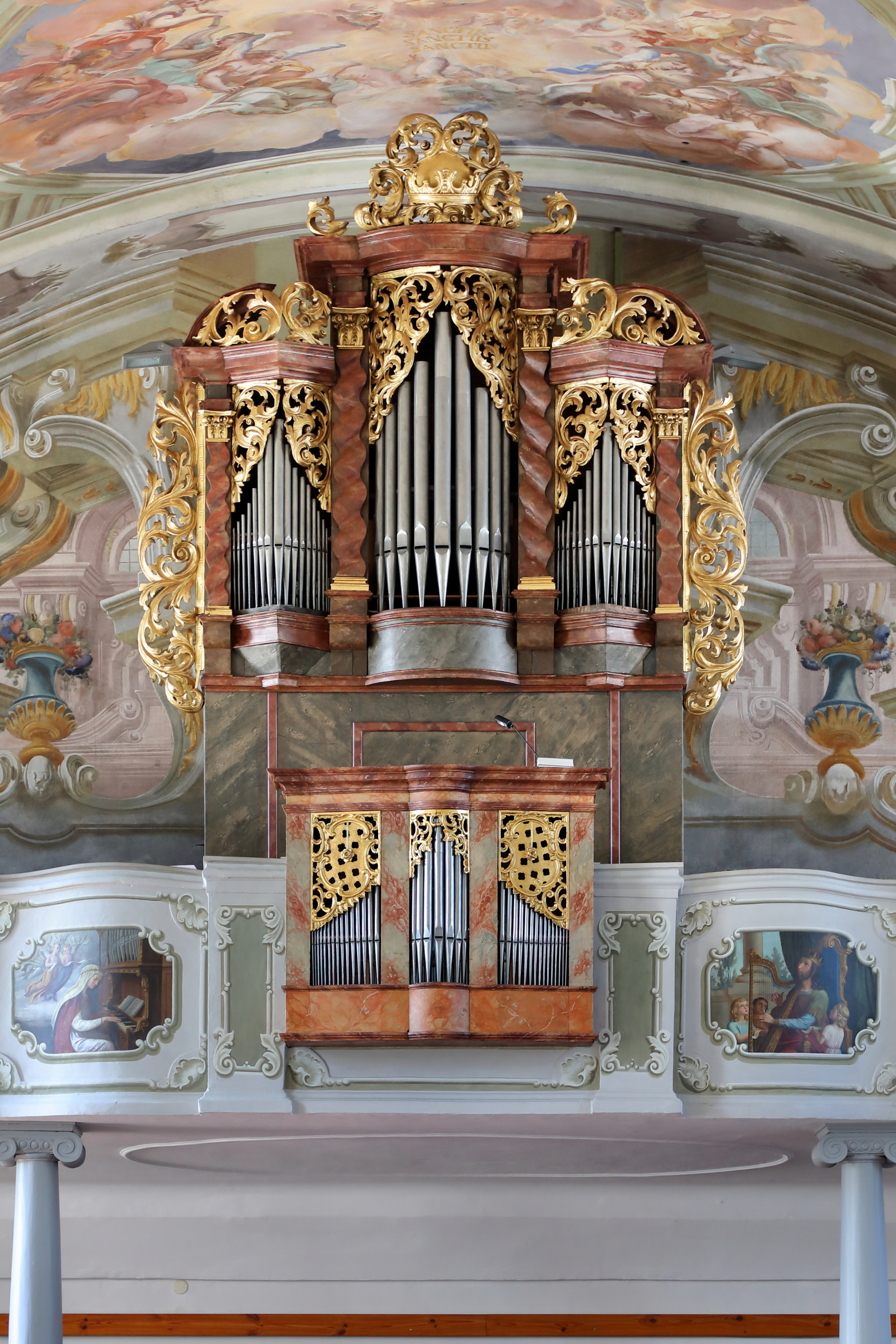
Orgel der Pfarrkirche

Die Orgel wurde 1736 vom bayerischen Orgelbauer Johann Ignaz Egedacher geschaffen und in den Jahren 1781 vom Freistädter Orgelbauer Franz Lorenz Richter und 1978 durch die Firma Rieger Orgelbau restauriert.